# Perodua Kelisa
La Perodua Kelisa è una autovettura del tipo city car prodotta dalla casa automobilistica malese Perodua dal 2000 al 2007.
Realizzata sulla base della Daihatsu Mira fu lanciata nel 2000 come successore del Perodua Kancil. La Kelisa fu venduta insieme alla Kancil ed entrambe furono infine sostituite dalla Perodua Viva nel 2007.